# District de Marromeu
Le district de Marromeu est une subdivision administrative de la province de Sofala au nord du Mozambique. En 2007, sa population est de 119 718 habitants.

## Source de la traduction
- (en) Cet article est partiellement ou en totalité issu de l’article de Wikipédia en anglais intitulé « Marromeu District » (voir la liste des auteurs).